# Vladimir (Russie)
Pour les articles homonymes, voir Vladimir.
Vladimir (en russe : Владимир) est une ville de Russie et le centre administratif de l'oblast de Vladimir. Vladimir fait partie de l'Anneau d'or (Золотое Кольцо) de l'ancienne Russie autour de Moscou. Sa population s'élevait à 356 937 habitants en 2020.

## Géographie
Vladimir est arrosée par la Kliazma et se trouve à 160 km au sud de Iaroslavl, à 180 km à l'est de Moscou, à 232 km à l'ouest de Nijni Novgorod. Vladimir est à la limite oriental de l'Opolié, à la limite occidentale de la Polésie de Vladimir et au nord de la plaine de Mechtchiora.

## Histoire
Fondée en 1108 par Vladimir II Monomaque pendant la colonisation slave du nord-est de la Russie, elle devint le centre de la principauté de Vladimir-Souzdal quand le fils de Monomaque, Iouri Dolgorouki, duc de Souzdal, futur fondateur de Moscou, transféra le siège du pouvoir des Grands Princes de Russie de Kiev à Vladimir. La ville, appelée alors Vladimir de Zalessie (en russe Владимир-Залесский) pour la distinguer de Vladimir de Volynie, demeura la capitale de la principauté de Vladimir-Souzdal, qui fut le centre politique du pays de 1169 à 1327, quoique déclinant après 1238 du fait de l'invasion mongole.
À cette époque, Vladimir était une des plus grandes et des plus importantes cités Rus', et jouissait d'un prestige, d'une prospérité et d'une croissance sans égal[réf. nécessaire]. Le fils de Iouri, Andreï Bogolioubski, et surtout son petit-fils Vsevolod III Vladimirski, renforcèrent le statut politique de la ville en faisant de Vladimir le centre de l'église orthodoxe russe.
Sous le règne d'André Bogolioubski sont construites deux portes, l'une dorée (porte ouest) et l'autre argentée (porte est), ainsi que la cathédrale de l'Assomption en 1158 qui devait rivaliser avec Kiev grâce aux artistes byzantins invités et aux revenus de la dîme et cinq autres églises.
La prison de Vladimir a servi de lieu de détention au fils de Staline, Vassili Djougachvili. Cette prison sert aussi durant les deux guerres mondiales pour héberger de nombreux prisonniers de guerre.
La 27e armée de missiles de la Garde des forces des missiles stratégiques créée en 1970 a son quartier-général dans cette ville.

## Population
Recensements (*) ou estimations de la population
| 1811  | 1856   | 1870   | 1897*  | 1926*  |
| ----- | ------ | ------ | ------ | ------ |
| 5 700 | 12 600 | 16 422 | 28 479 | 36 864 |

| 1939*  | 1959*   | 1970*   | 1979*   | 1989*   |
| ------ | ------- | ------- | ------- | ------- |
| 66 797 | 153 865 | 234 087 | 296 371 | 349 702 |

| 2002*   | 2010*   | 2012    | 2013    | 2014    |
| ------- | ------- | ------- | ------- | ------- |
| 315 954 | 345 373 | 345 907 | 347 930 | 350 087 |

| 2015    | 2016    | 2017    | 2018    | 2019    |
| ------- | ------- | ------- | ------- | ------- |
| 352 681 | 353 827 | 356 168 | 357 024 | 357 907 |

| 2020    | 2021    | - | - | - |
| ------- | ------- | - | - | - |
| 356 937 | 352 347 | - | - | - |

## Religion
La population est à 85 % orthodoxe. Il existe une communauté catholique en l'église du Rosaire.

## Personnalités
- Mikhaïl Lazarev (1788-1851), amiral russe.
- Saint Théophane le Reclus (1815-1894), qui en fut évêque de 1863 à 1866.
- Kim Britov (1925-2010), artiste peintre russe, l'un des fondateurs de l'École d'art de peinture de paysage de Vladimir.
- Alexeï Batalov (1928-2017), acteur soviétique puis russe.
- Valentin Afonine (1939-2021), joueur et entraîneur de football soviétique.
- Nikolai Andrianov (1952-2011), gymnaste, sept fois champion olympique.
- Yuri Korolev (1962-), gymnaste russe plusieurs fois champion du monde et d'Europe.
- Vladimir Artemov (1964-), gymnaste, quadruple champion olympique.
- Iouri Lodyguine (1990-), footballeur international russe.

## Patrimoine
De nombreux monuments de Vladimir sont inscrits sur la liste de l'Unesco patrimoine mondial :
- la cathédrale de la Dormition, construite de 1158 à 1160 et agrandie de 1185 à 1189, décorée par Andreï Roublev et Daniil Tcherny ;
- la cathédrale Saint-Dimitri (ou de Saint-Demetrius), construite entre 1194 et 1197 ;
- la porte dorée, construite en 1158-1164 avec des modifications ultérieures.

Beaucoup d'autres édifices pré-mongols ont été détruits au cours des siècles, mais subsiste encore après de nombreuses restaurations au cours de son histoire :    
- le couvent Kniaguinine.

L'église Nikitskaïa date quant à elle de la fin du XVIIIe siècle et a été construite dans le style baroque. Sa restauration était toujours en cours en 2015.

## Transports
Elle est reliée à Ivanovo et à Riazan par la route fédérale R132.

## Sport
- FK Torpedo Vladimir, club de football fondé en 1959 et évoluant en troisième division russe.

## Jumelages
La ville de Vladimir est jumelée avec :
- Anghiari (Italie),
- Baotzi (Chine),
- Bloomington-Normal (Illinois),
- Canterbury (Royaume-Uni),
- Campobasso (Italie),
- Chongqing (Chine),
- Jelenia Góra (Pologne),
- Erlangen (Allemagne),
- Iéna (Allemagne),
- Kerava (Finlande),
- Nara (Japon),
- Sarasota (Floride),
- Trente (Italie),
- Ústí nad Labem (Tchéquie),
- Marion (Indiana),
- Haikou (Chine),
- Jiangyin (Chine),
- Saintes (France).

## Galerie

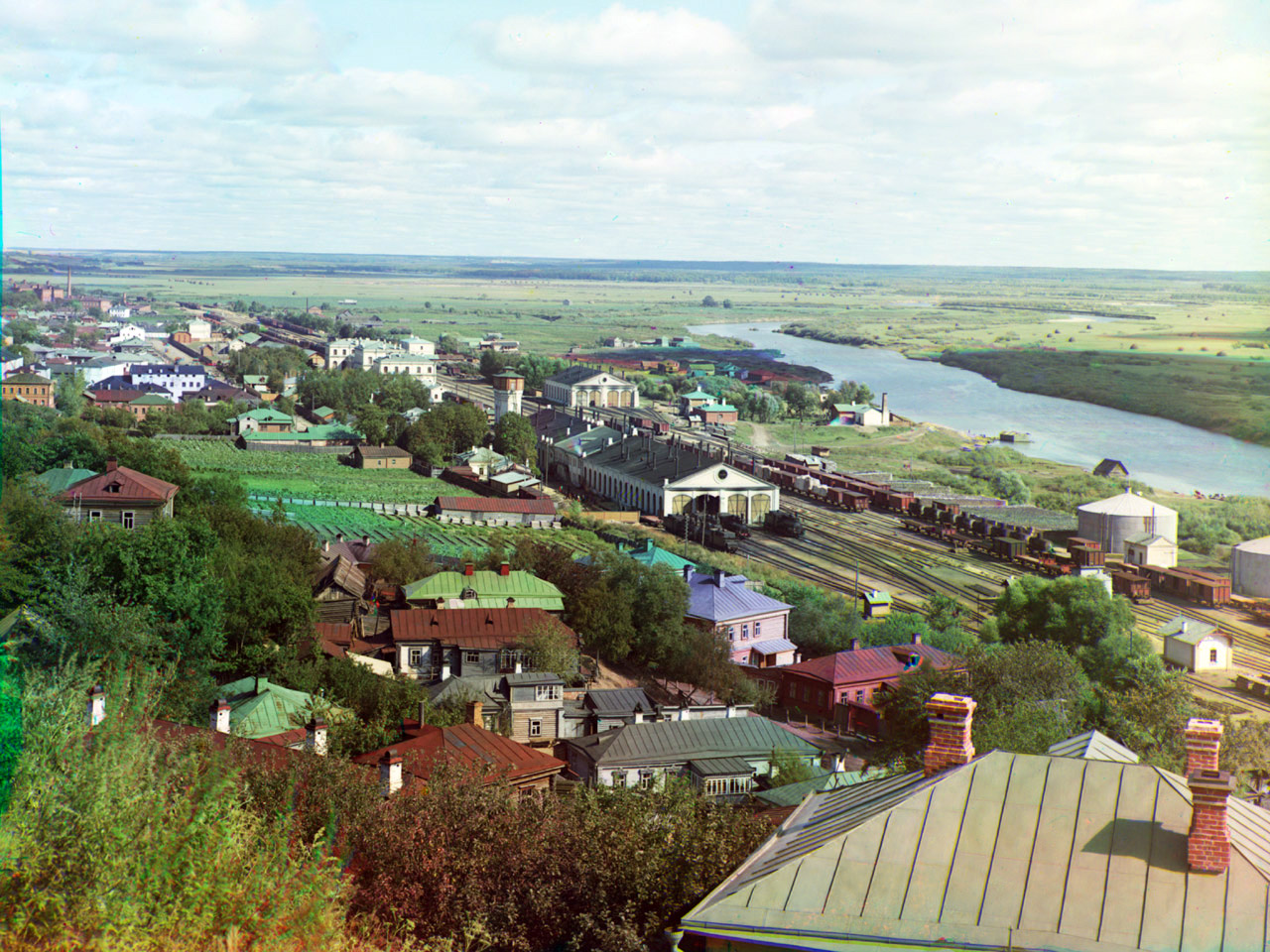
Vladimir : quartier de la gare et rivière Kliazma en 1911, par Sergueï Prokoudine-Gorski.
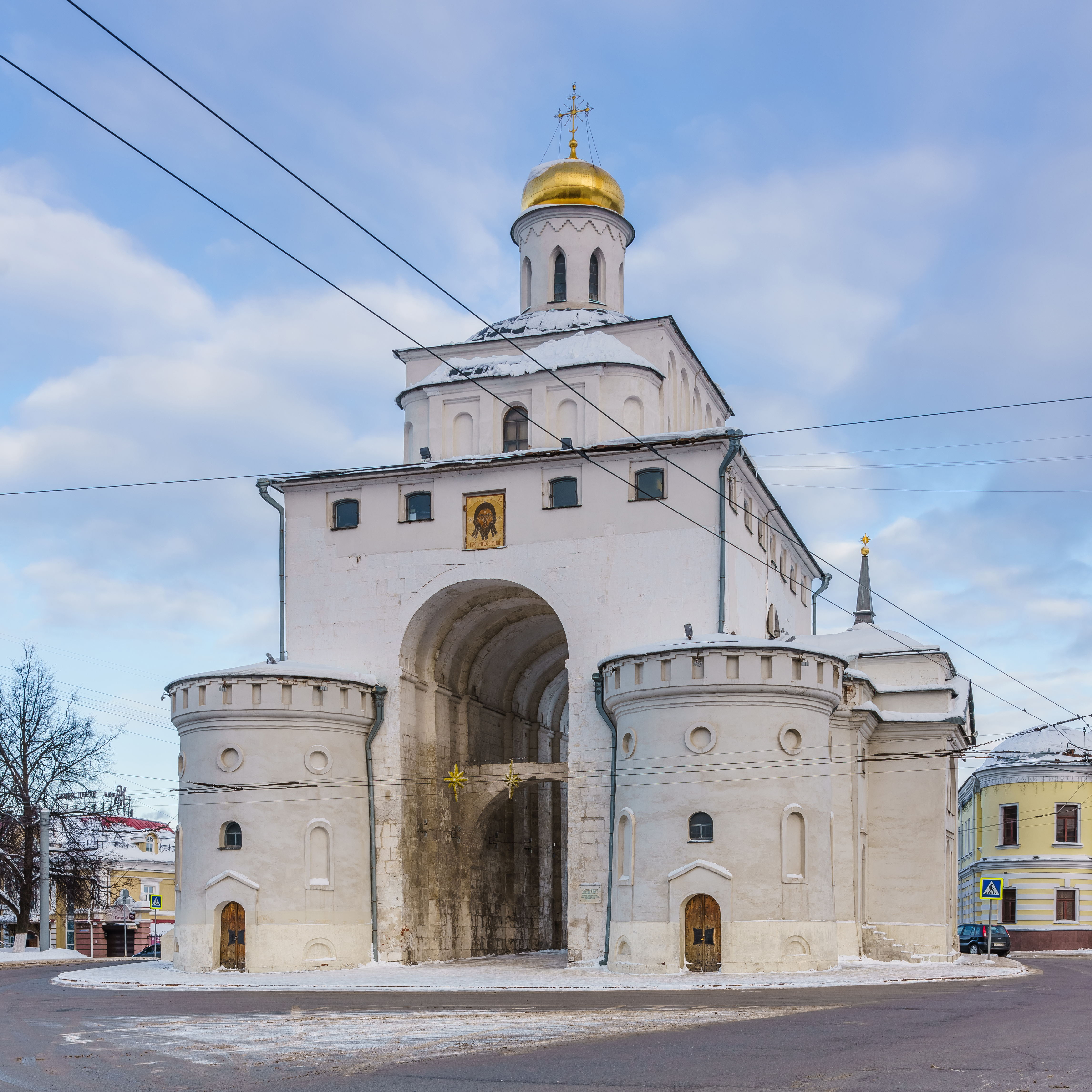
La porte dorée.
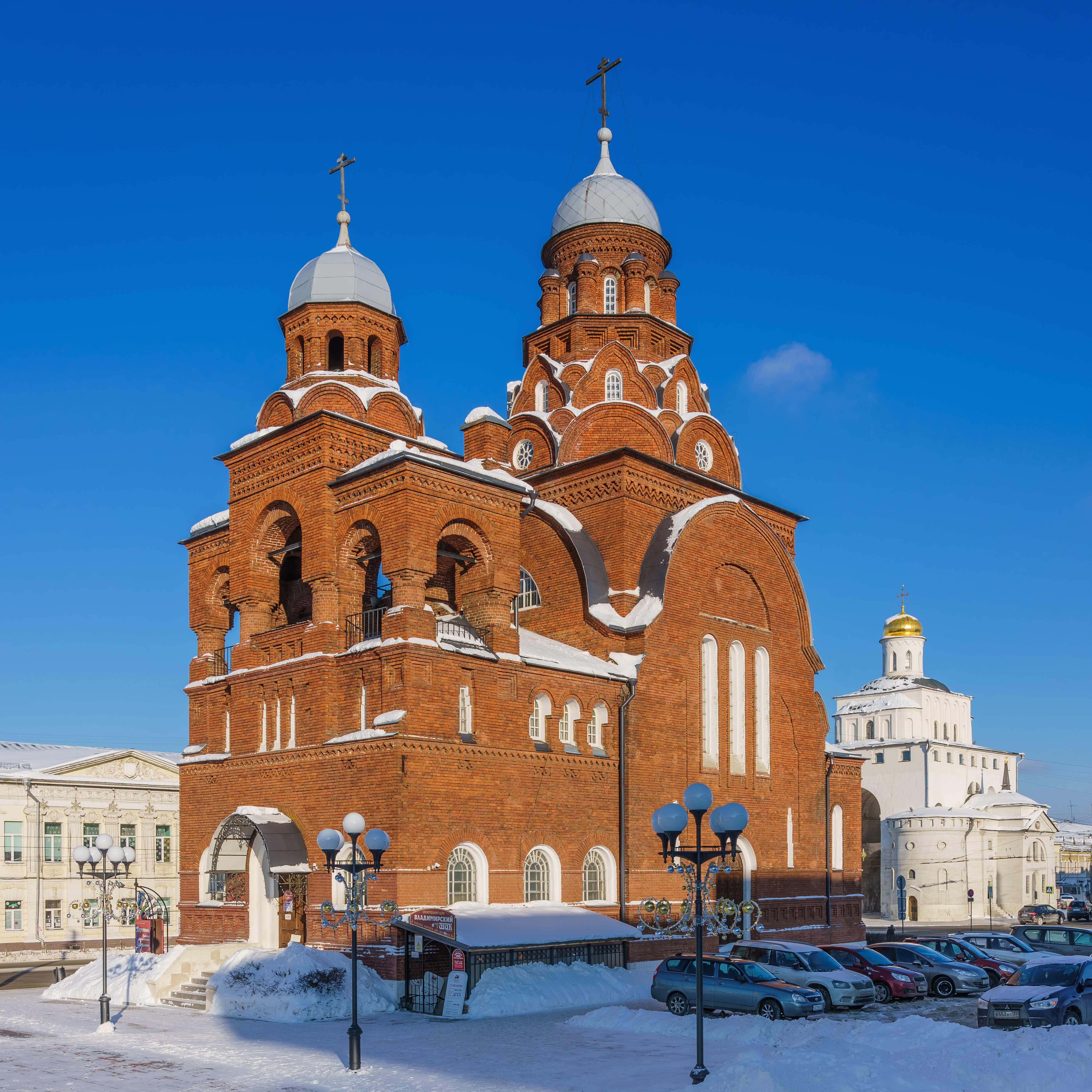
L’église de la Trinité.
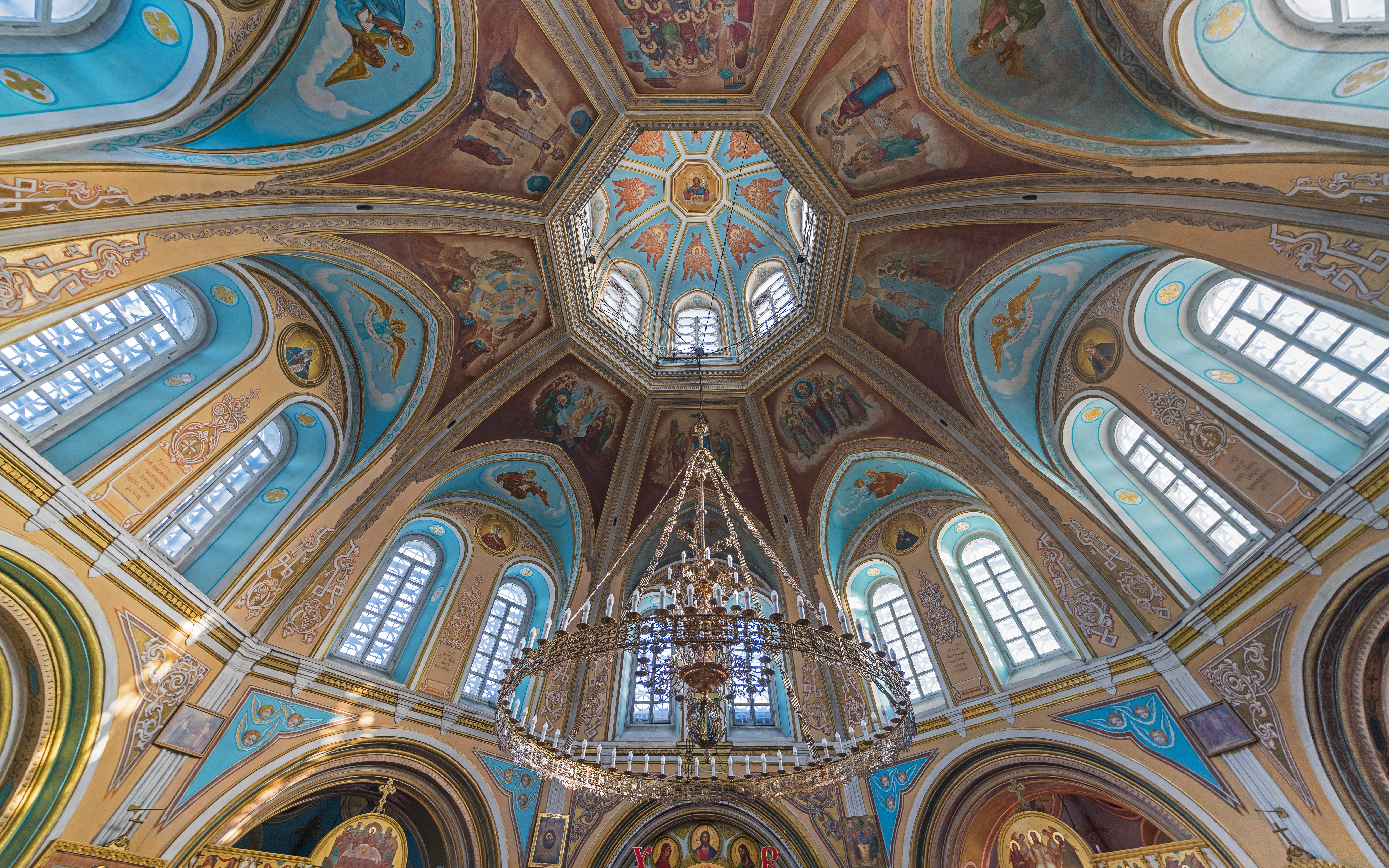
L’église de Saint-Michel-Archange.
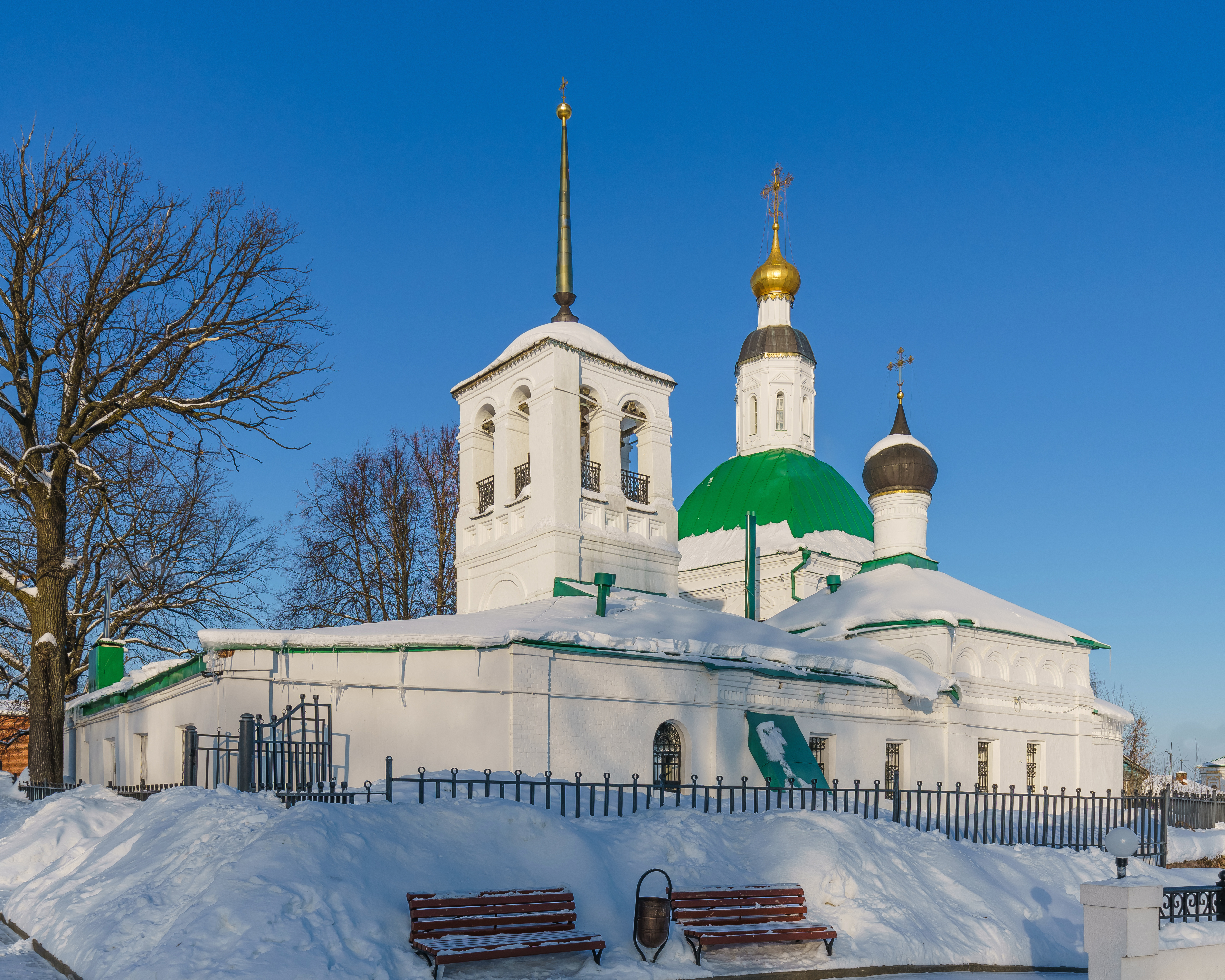
L’église Saint-Nicolas.
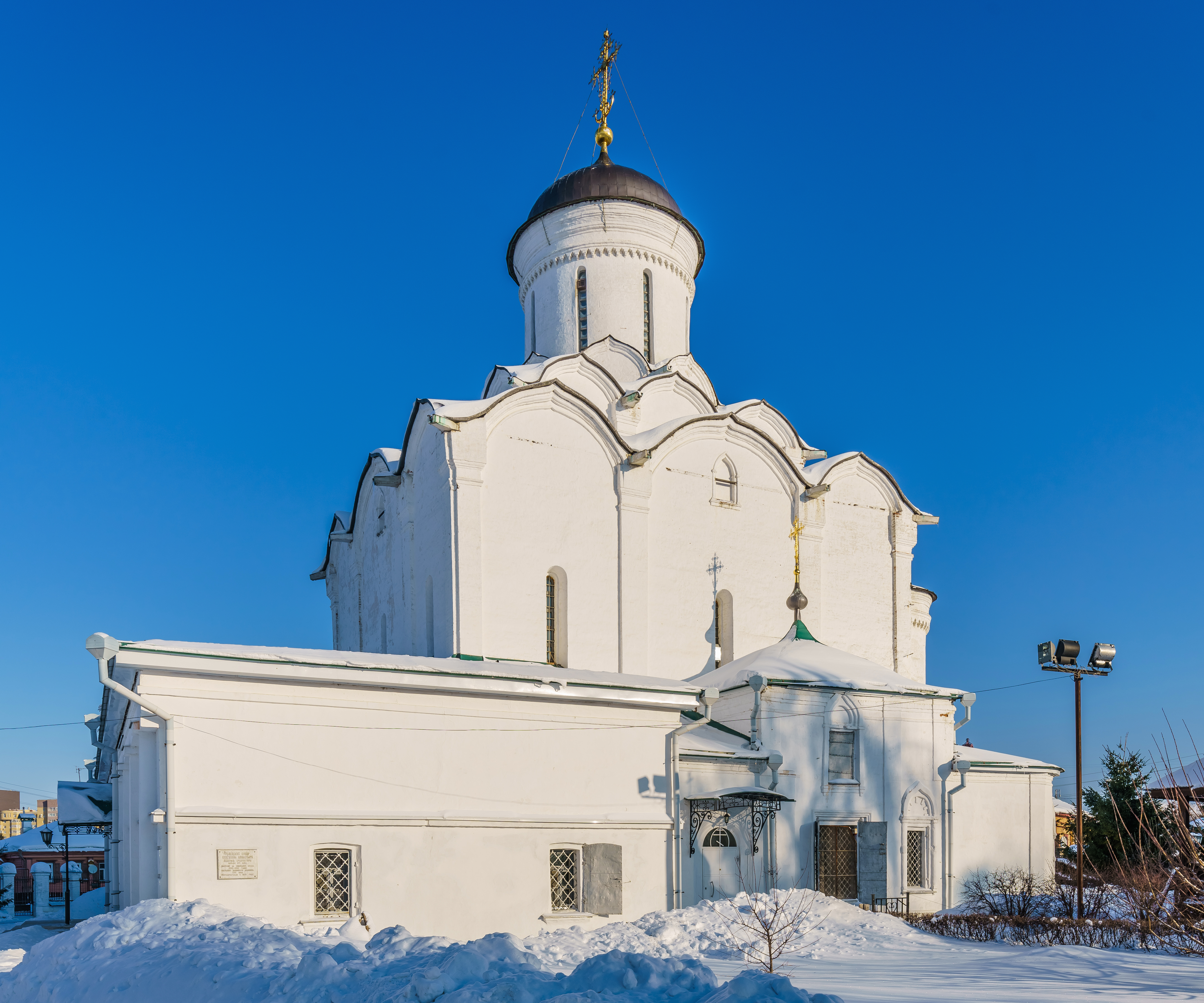
Le couvent Kniaguinine ou « couvent des femmes princières ».
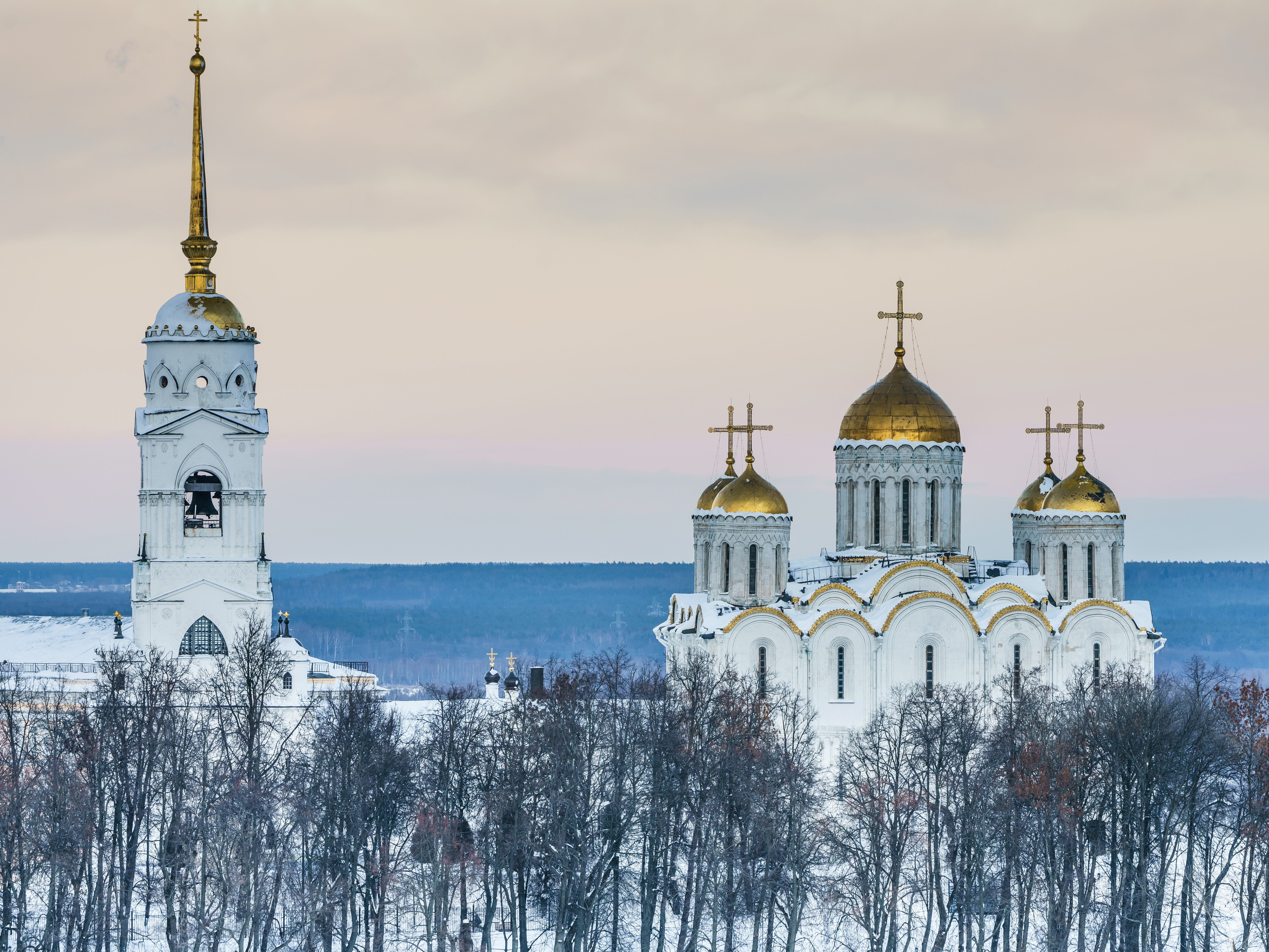
La cathédrale de la Dormition.
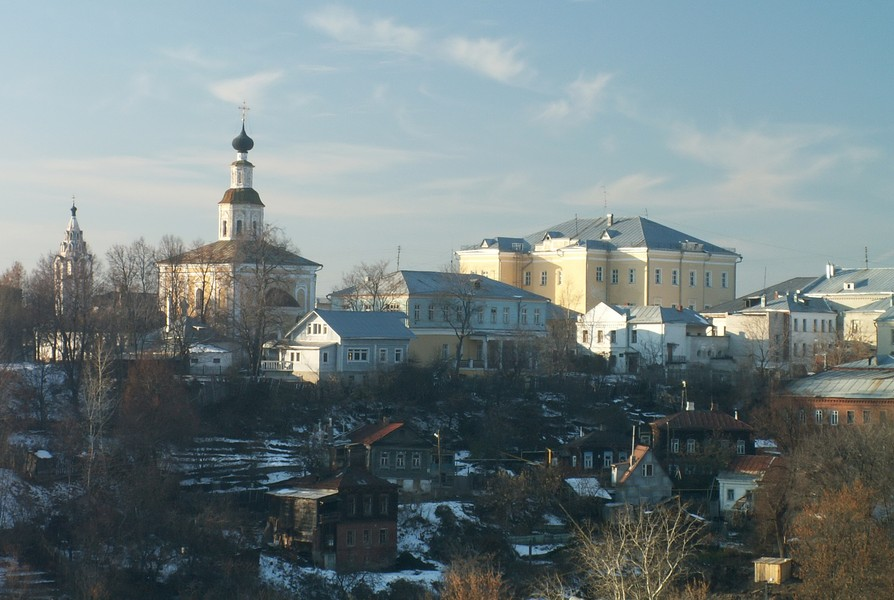
Vue sur l'église de Saint-Georges.
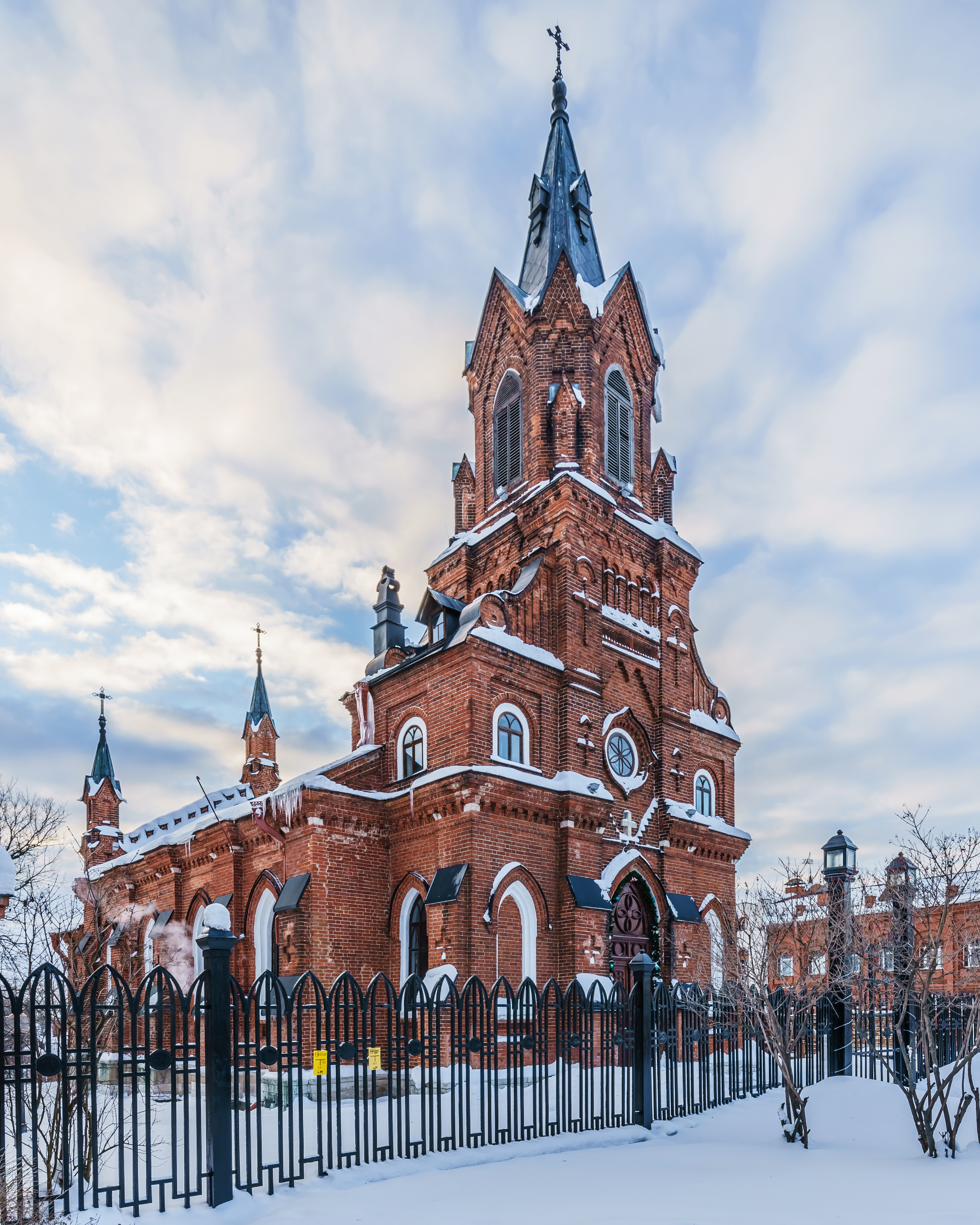
L’église catholique Notre-Dame-du-Rosaire.
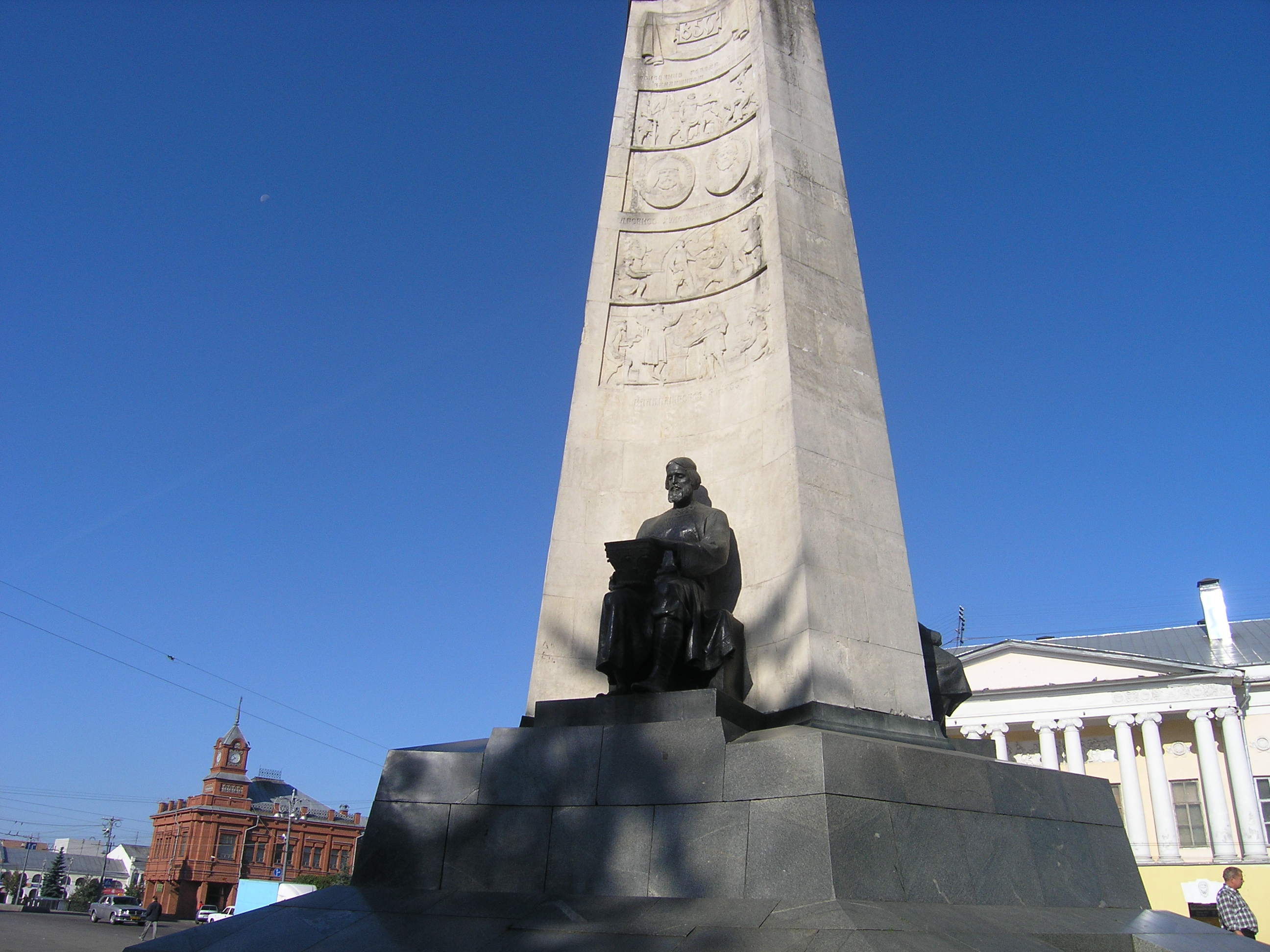
Monument en l'honneur des 850 ans de Vladimir.
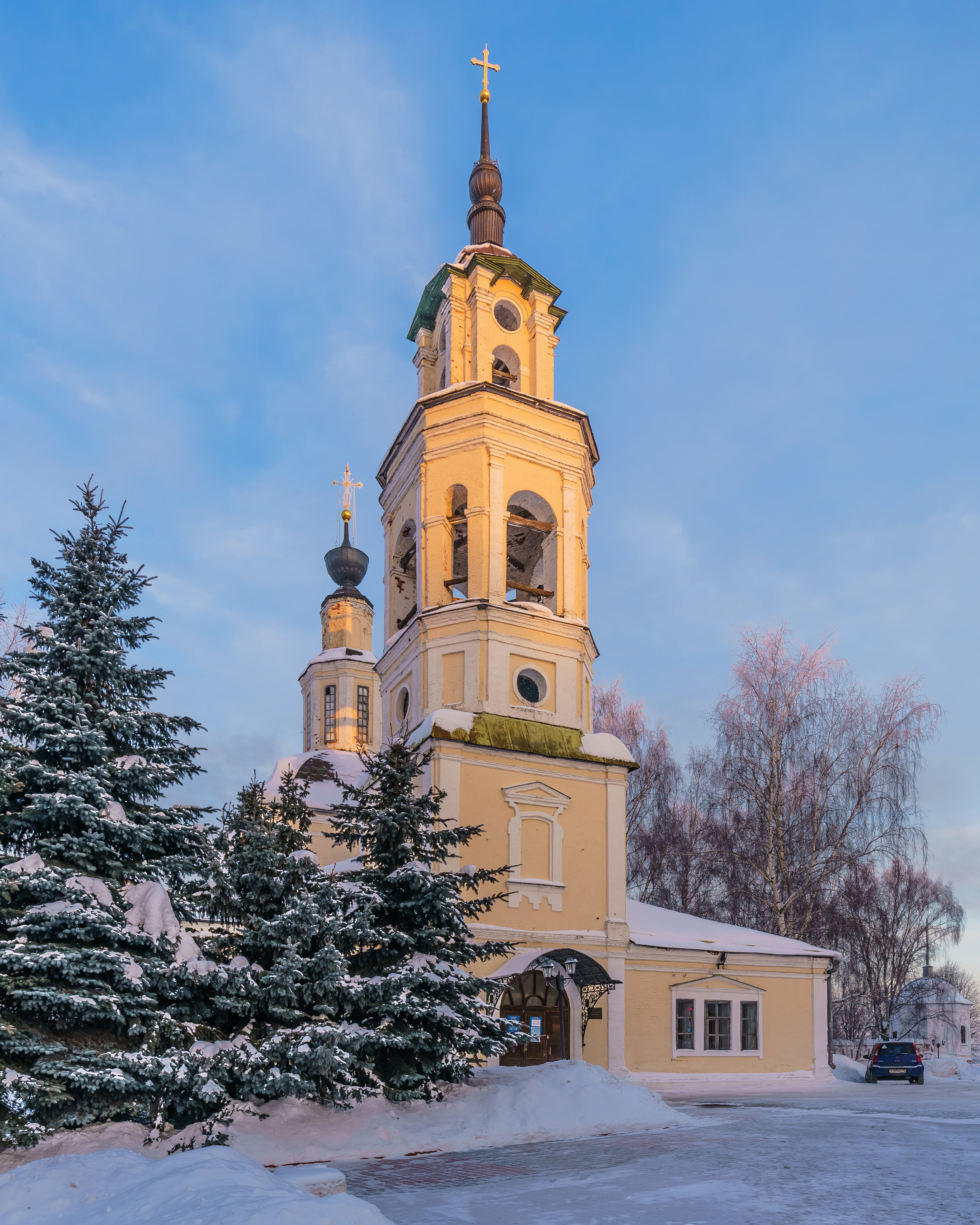
Église Saint-Nicholas du Kremlin. Planétarium.
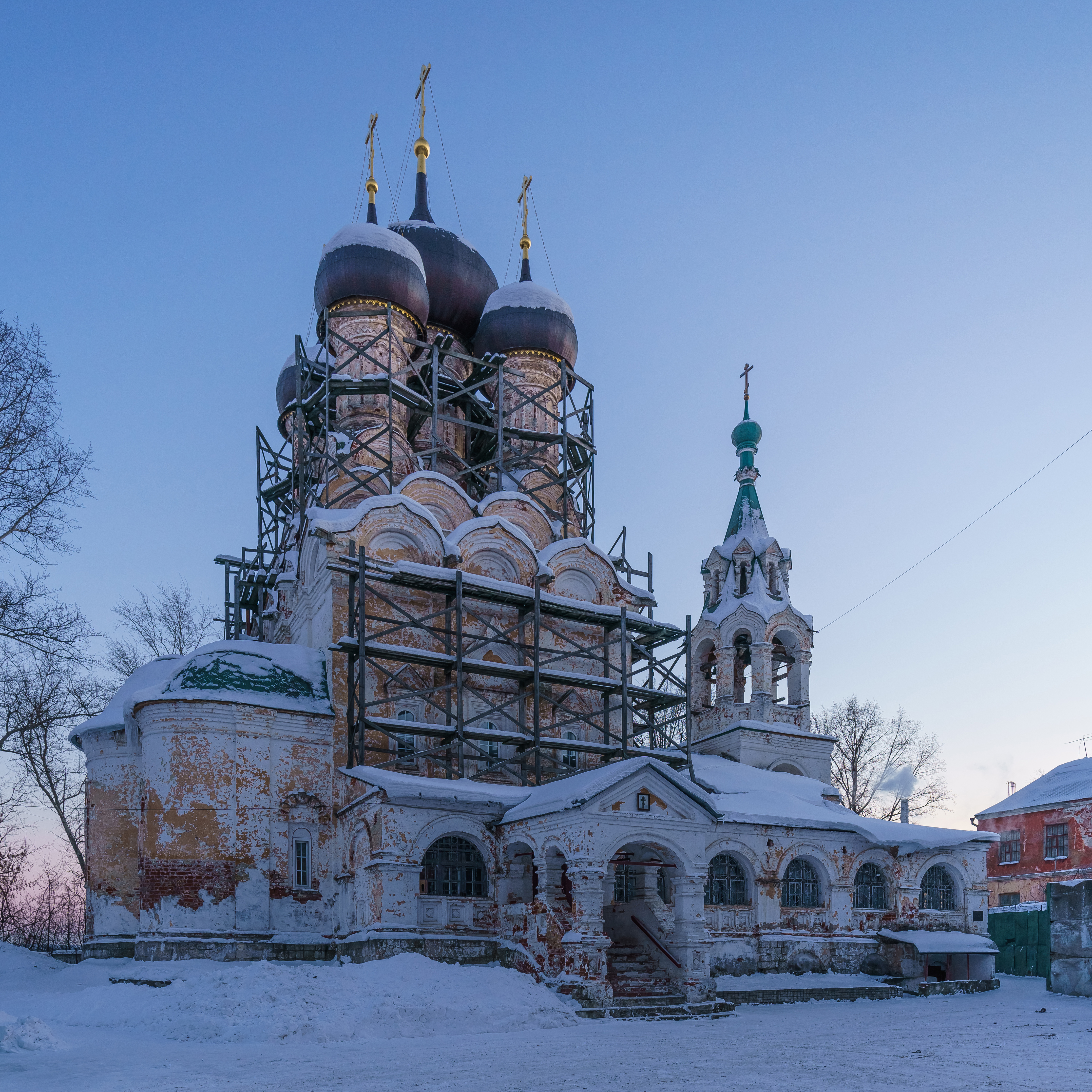
Église de l'Assomption.
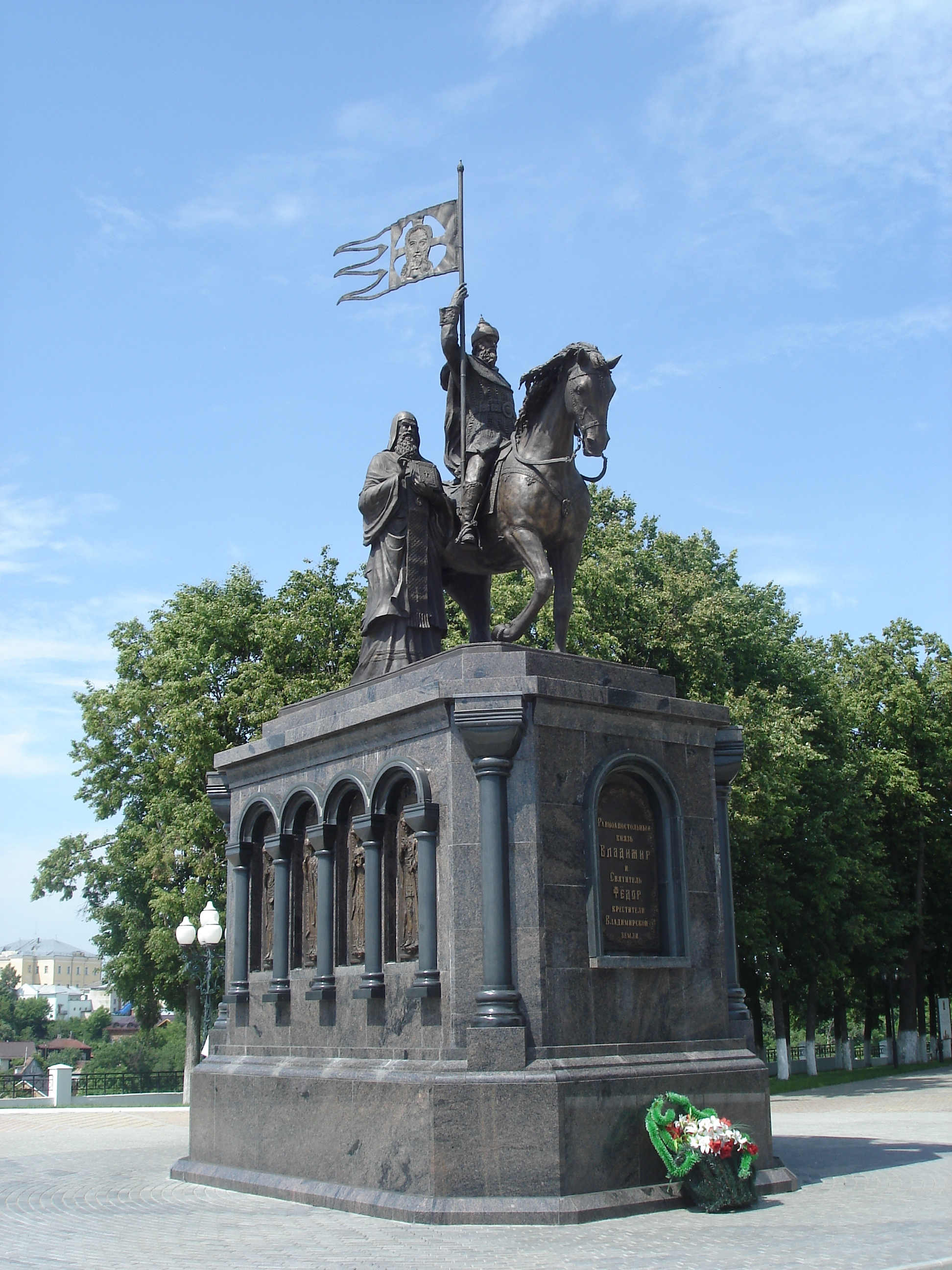
Monument au prince Vladimir et saint Théodore.
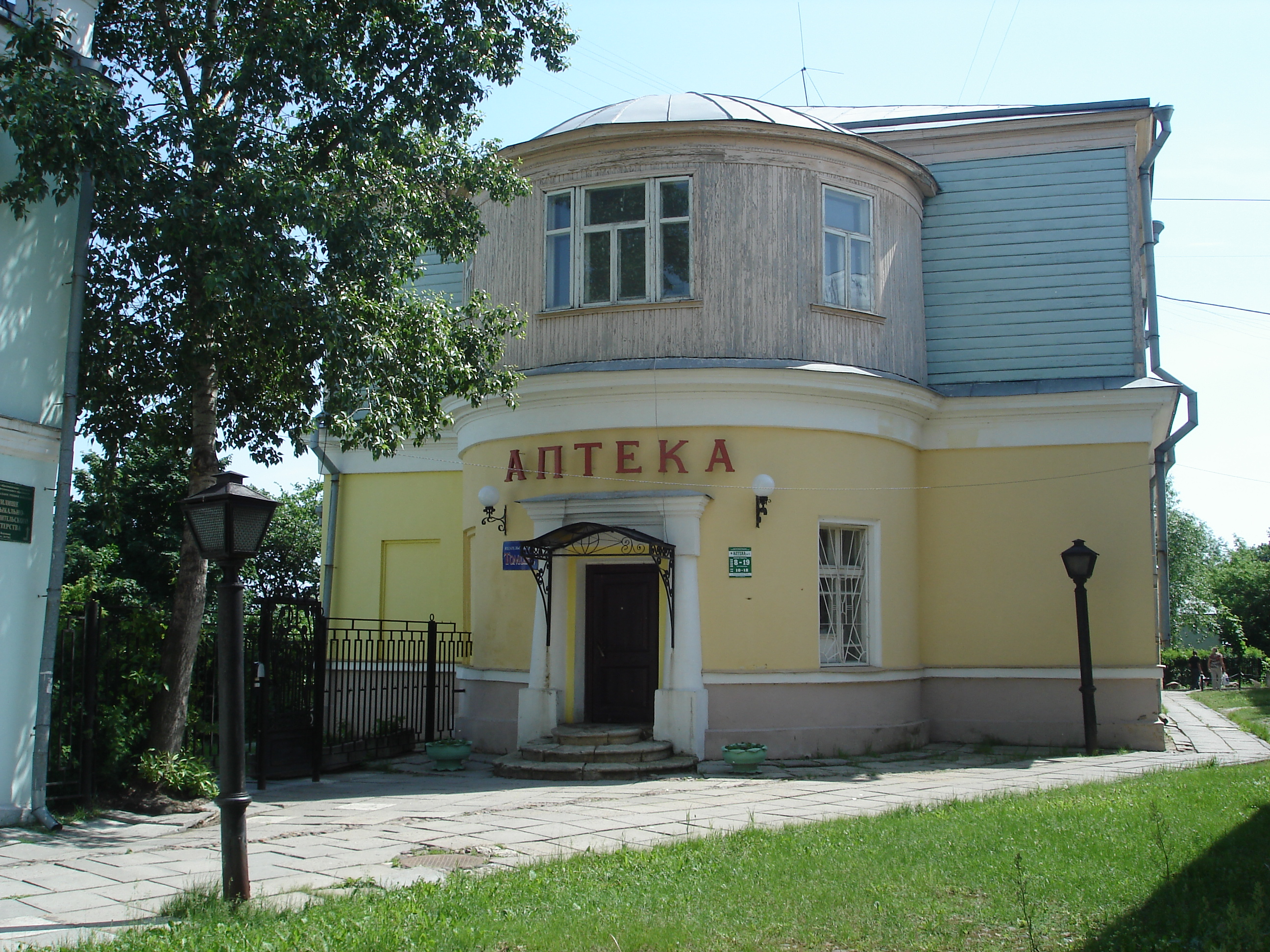
Pharmacie fondée en 1805.
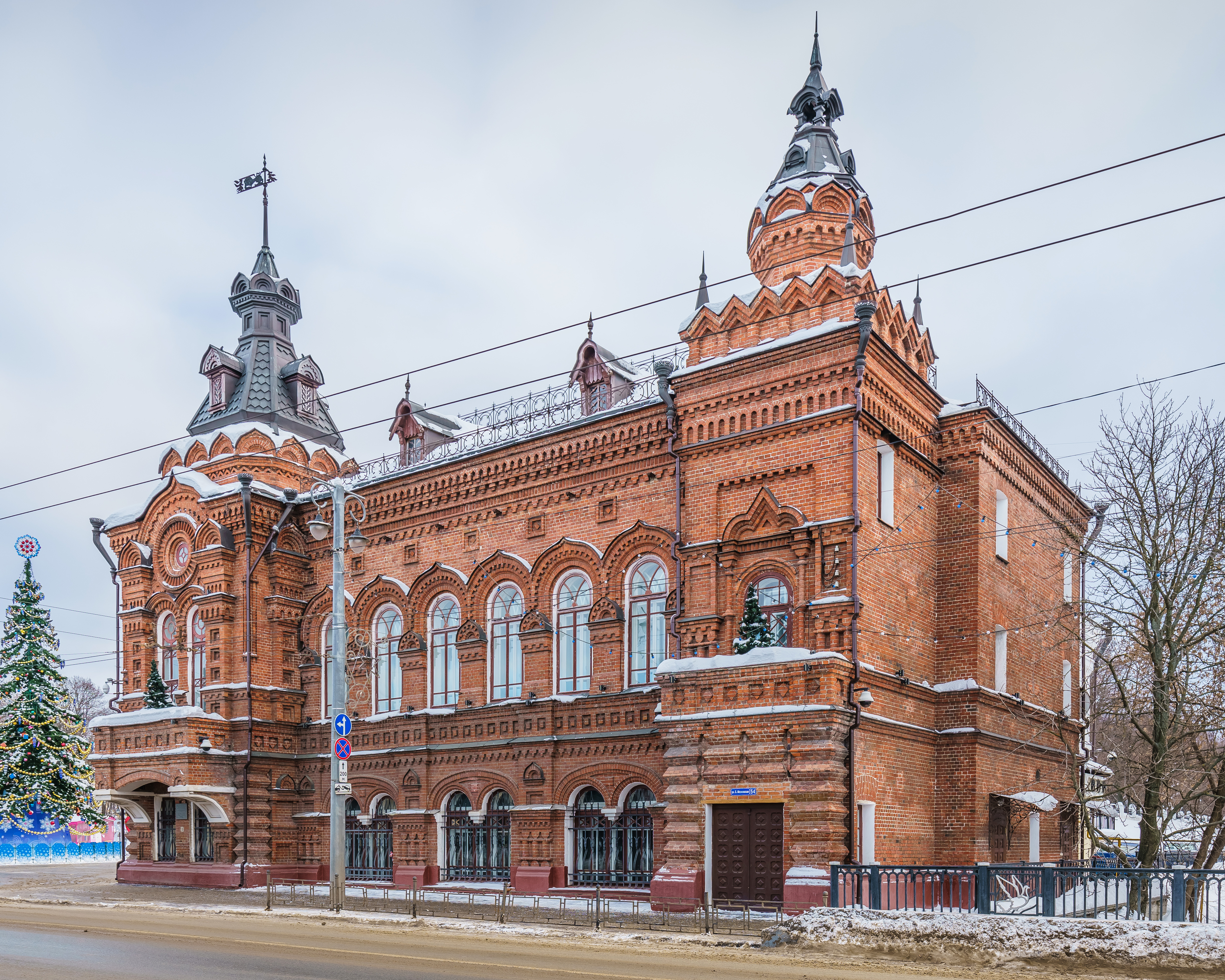
Ancien conseil municipal.
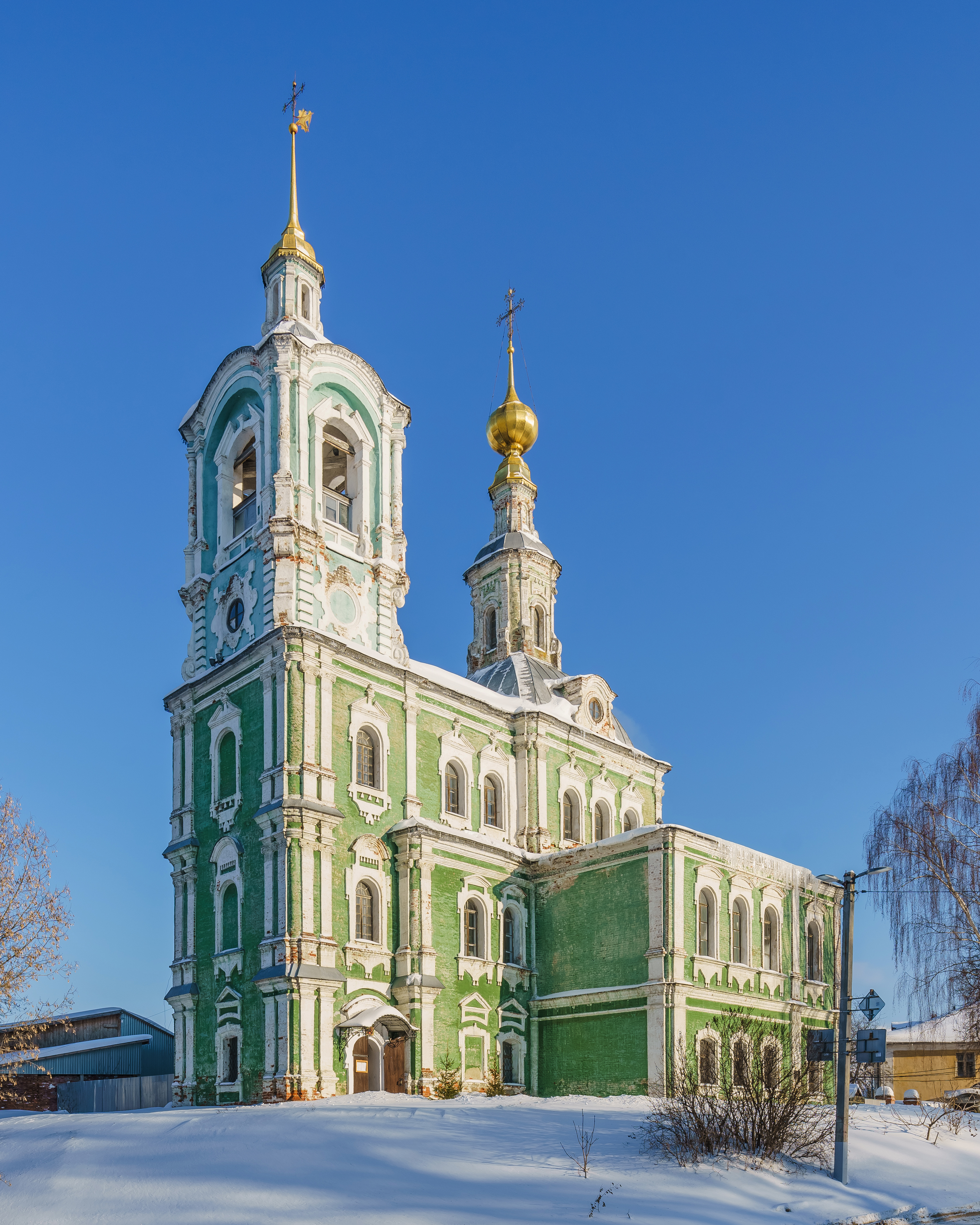
L’église Nikitskaia.
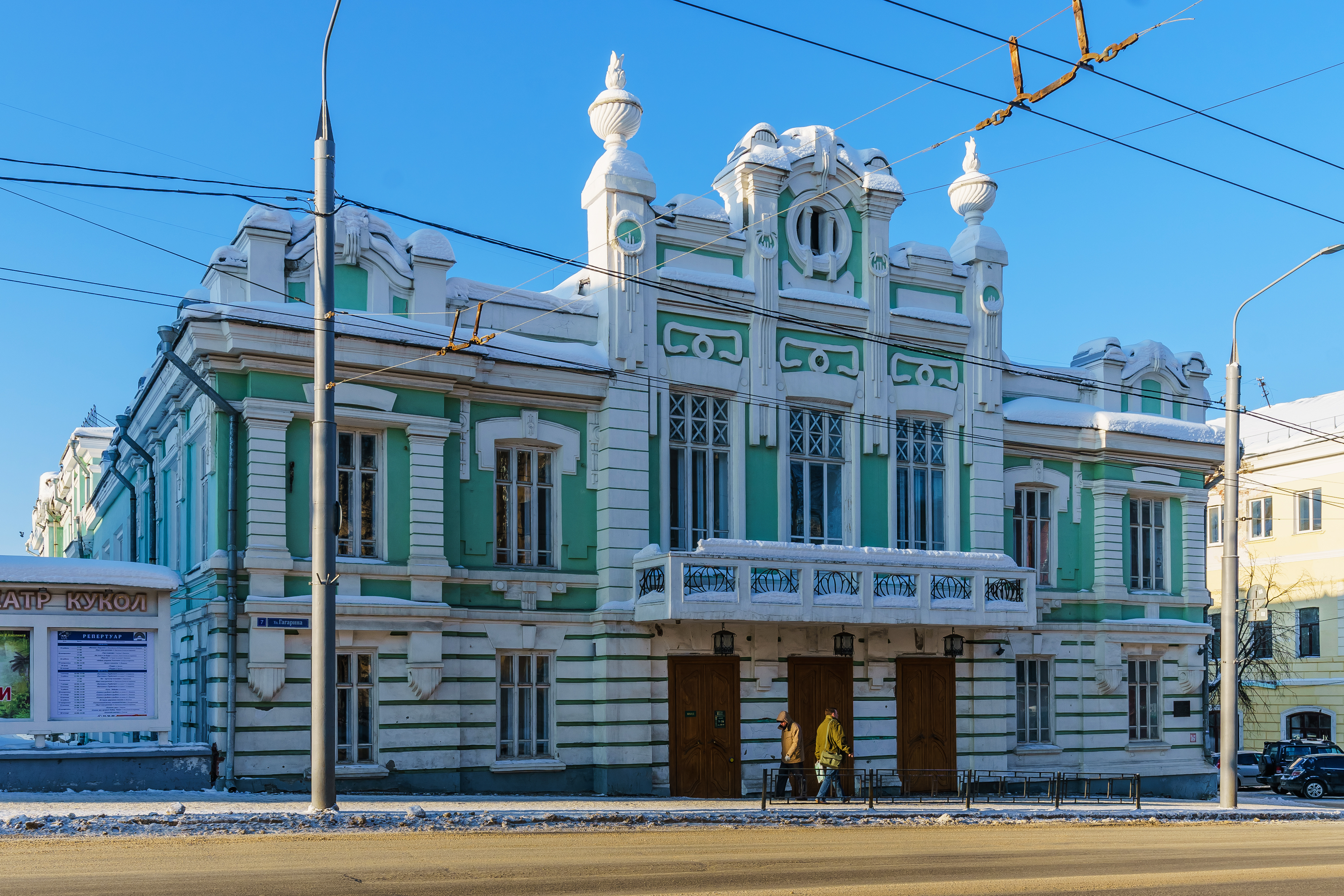
La Maison du peuple à Vladimir.